# Distribuição de Borel
A distribuição de Borel é uma distribuição de probabilidades discretas, decorrentes de contextos incluindo processos de ramificação e teoria de filas.
Se o número de filhos que um organismo tem é de Poisson-distribuído, e, se o número médio de descendentes de cada organismo não é maior do que 1 e, em seguida, os descendentes de cada indivíduo acabará por extinguir-se. O número de descendentes que um indivíduo, em última análise, tem em que situação é uma variável aleatória distribuída de acordo com uma Borel de distribuição.

## Definição
Uma discreta variável aleatória X  é dita ter um   distribuição de Borel
com o parâmetro μ ∈ [0,1] se a probabilidade de massa em função de X é dada por
{\displaystyle P_{\mu }(n)=\Pr(X=n)={\frac {e^{-\mu n}(\mu n)^{n-1}}{n!}}}
para n = 1, 2, 3 ....